# Крива балка
Крива́ ба́лка рос. Кривая балка — річка в Україні, у Ленінському районі Автономної Республіки Крим, (басейн Чорного моря).

## Опис
Довжина річки 16 км, площа басейну водозбору 52,1 км², найкоротша відстань між витоком і гирлом — 9,97 км, коефіцієнт звивистості річки — 1,60. Формується багатьма безіменними балками (струмками) та загатами.

## Розташування
Бере початок на південно-західній стороні від села Ярке (до 1948 — Баш-Киргиз, крим. Baş Qırğız). Тече переважно на південний захід і на південно-західній стороні від села Южне (до 1948 — Джага-Седжевут, крим. Cağa Secevut)  впадає у Феодосійську затоку (Чорне море).

## Цікавий факт
- У XIX столітті балка протікала через луг Ташли-коль[4].
- У той же період на балці існувало багато водяних та вітряних млинів[4].